# Karanggayam (Karanggayam)
Karanggayam is een bestuurslaag in het regentschap Kebumen van de provincie Midden-Java, Indonesië. Karanggayam telt 4833 inwoners (volkstelling 2010).